# Kärväsjärvi (sjö i Pielavesi, Norra Savolax, Finland)
Kärväsjärvi eller Kärvästenjärvi är en sjö i Finland. Den ligger i kommunen Pielavesi i landskapet Norra Savolax, i den centrala delen av landet, 300 km norr om huvudstaden Helsingfors. Kärväsjärvi ligger 110,8 meter över havet. Den är 7,8 meter djup. Arean är 81,1 hektar och strandlinjen är 6,37 kilometer lång. Sjön  ingår i Kymmene älvs huvudavrinningsområde. 